# Liqueur de Poejo
 (signalé en mai 2025).
Si vous disposez d'ouvrages ou d'articles de référence ou si vous connaissez des sites web de qualité traitant du thème abordé ici, merci de compléter l'article en donnant les références utiles à sa vérifiabilité et en les liant à la section « Notes et références ».
- Archive Wikiwix
- Bing
- Cairn
- DuckDuckGo
- E. Universalis
- Gallica
- Google
- G. Books
- G. News
- G. Scholar
- Persée
- Qwant
- (zh) Baidu
- (ru) Yandex
- (wd) trouver des œuvres sur Wikidata

Le Poejo est une liqueur typique Portugaise, de la région de l'Alentejo. Elle est à base de menthe pouliot (Mentha pulegium). Cette plante herbacée de la famille des Lamiacées est très utilisée dans la cuisine portugaise comme plante condimentaire pour ses feuilles très aromatiques.
C'est une des plus anciennes liqueurs du Portugal, au même titre que la liqueur de Ginja d'Óbidos, Alcobaça et Caldas da Rainha.
La liqueur de poejo apparaît sous trois couleurs différentes : verte, jaune ou transparente. Verte lorsqu'on utilise du pouliot vert, jaune lorsqu'on utilise du pouliot sec, et transparente lorsqu'elle est restée exposée trop longtemps à la lumière du jour. Elle est considérée comme l'un des digestifs les plus efficaces.
Utilisée par les moines, depuis le Moyen Âge, pour ses propriétés antispasmodiques et stimulantes. 
Quant à l'eau de menthe, elle est très utilisée par les Arabes, pour soulager les maux de tête, et calmer le système nerveux.